# Zdenko Verdenik
Zdenko Verdenik (2 maja 1949 w Ptuju) – słoweński trener piłkarski. W latach 1994–1997 był selekcjonerem reprezentacji Słowenii. Od 2012 roku jest trenerem klubu Omiya Ardija.

## Kariera trenerska
Swoją karierę trenerską Verdenik rozpoczął w 1984 roku. W sezonie 1984/1985 prowadził zespół Olimpiji Lublana. W 1993 roku został selekcjonerem reprezentacji Słowenii U-21. Prowadził ją przez rok, gdyż w 1994 roku objął dorosłą reprezentację, zastępując Bojana Prašnikara. Kadrę Słowenii prowadził w eliminacjach do Euro 96 oraz do MŚ 1998. W kwietniu 1997 po porażce 0:4 z Danią został zwolniony.
W 1995 roku Verdenik krótko prowadził Olimpiję Lublana. W latach 1998–1999 był szkoleniowcem Austrii Wiedeń. W 2000 roku wyjechał do Japonii, gdzie kolejno prowadził takie kluby jak: JEF United Ichihara Chiba, Nagoya Grampus i Vegalta Sendai. W latach 2010–2011 był trenerem Interblocku Lublana, a w 2012 roku zatrudniono go w japońskiej Omiyi Ardija.